# U-Boot-Bunker Hornisse

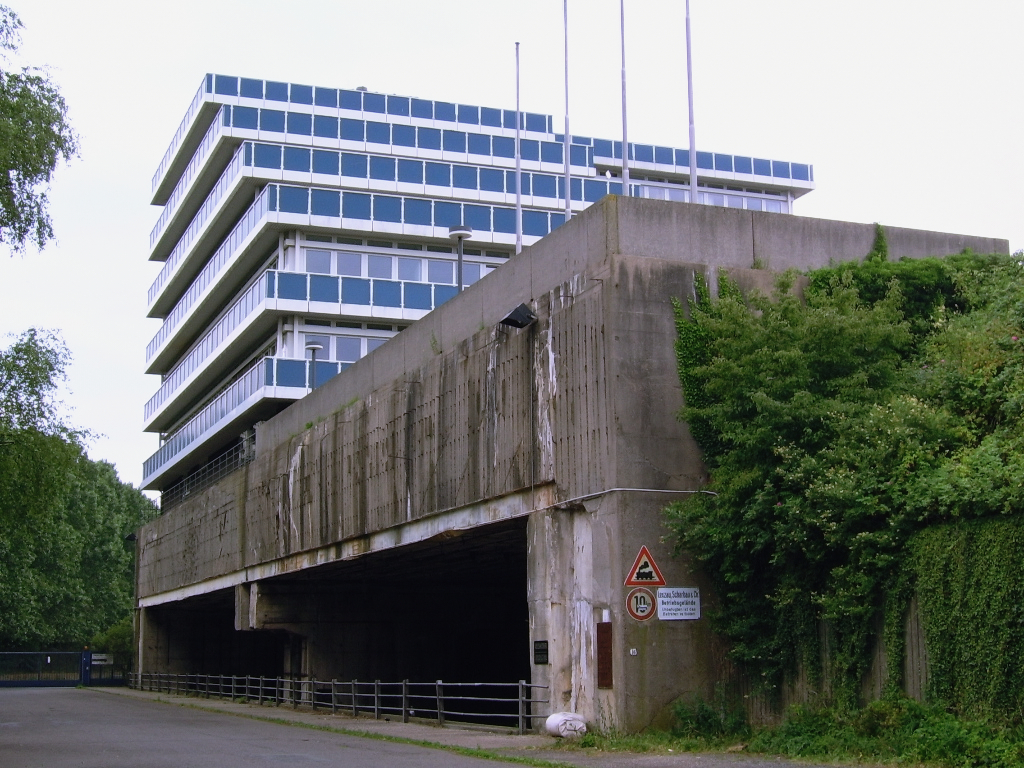
Der U-Boot-Bunker „Hornisse“ mit dem darauf 1968–1969 erbauten Bürogebäude befindet sich heute auf einem Firmengelände. KG. (Zustand 2006)

Der U-Boot-Bunker Hornisse ist ein ehemaliges Baudock für die frühere Schiffswerft AG Weser in Bremen, das während des Zweiten Weltkriegs entstand sowie zu einer Werft für den Sektionsbau der Typ XXI U-Boote der deutschen Kriegsmarine umgebaut werden sollte. Die Errichtung des Baudocks und der nicht mehr fertiggestellte Umbau zum U-Boot-Bunker erfolgten unter Einsatz von Zwangsarbeitern.
Der U-Boot-Bunker blieb teilweise erhalten, er befindet sich im Bremer Stadtteil Häfen. Auf seiner Decke wurde Ende der 1960er Jahre ein Bürogebäude errichtet.

## Lage

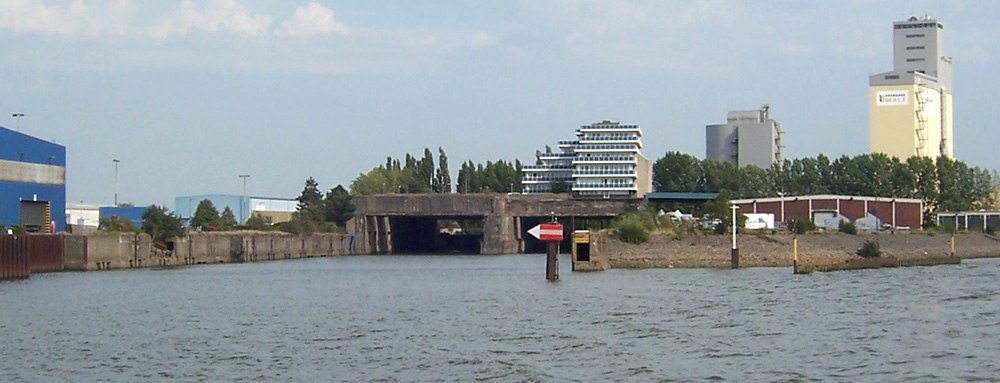
Blick von der Weser auf den Kap-Horn-Hafen; mittig die Bunkeranlage mit dem Bürogebäude (2009)

Die teilfertige Bunkeranlage befindet sich im Bremer Stadtbezirk Mitte, im Stadtteil Häfen auf einer „Kap Horn“ genannten Landzunge zwischen der Weser und dem Hafenkanal „Hafen A“ der Industriehäfen. Der heute teilweise unter Wasser stehende Bunker liegt an dem kleinen Kap-Horn-Hafen, der zur Weser hin offen und damit dem Tidenhub des tidenbeeinflussten Flusses ausgesetzt ist.

## Geschichte

### Errichtung eines Baudocks für die Großwerft AG Weser
In der NS-Zeit wurde die Bremer Großwerft AG Weser in die Aufrüstung der Wehrmacht (Kriegsmarine) einbezogen. Die Werft erhielt im Mai 1939 den Auftrag für den Bau von zwei Schlachtschiffen der H-Klasse, Schlachtschiff J und N. Kurz danach erfolgte die Kiellegung des Schlachtschiffs J, die Arbeiten wurden jedoch nach kurzer Zeit wieder beendet und das Schlachtschiff N wurde nicht mehr auf Kiel gelegt, da die Werftkapazitäten inzwischen für den Bau von U-Booten für den Handelskrieg im Atlantik benötigt wurden.

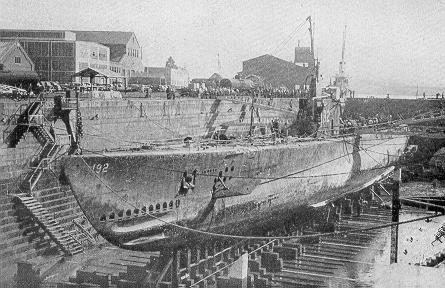
Beispiel für ein Trockendock mit einem U-Boot (hier die Squalus der United States Navy bei Instandsetzungsarbeiten, 1939 oder 1940)

Zuvor gab es bereits Pläne, wegen der hohen Auslastung die Bremer Großwerft um zwei Baudocks zu erweitern, nachdem die Kriegsmarine 1938 ihre Bereitschaft zur Kostenübernahme erklärt hatte. Nach Kriegsbeginn kam es jedoch infolge kriegsbedingter Einwirkungen und des zunehmenden Mangels an Baustoffen nur zur Errichtung eines Baudocks, das als Trockendock geplant wurde und eine Länge von 370 Metern und eine Breite von 65 Metern haben sollte.
Aufgrund der schlechten Beschaffenheit des Baugrundes musste die Docksohle auf einer Tonschicht in 15 Meter Tiefe gegründet werden. Sie wurde in einer Dicke von 4 Metern ausgelegt und aus Stahlbeton vorgesehen, um das Grundwasser vom Trockendock fernzuhalten und ein Aufschwimmen des leeren Docks zu verhindern. Die 11 Meter hohen Seitenwände wurden aus baustatischen Gründen mit einem dreieckförmigen Querschnitt ausgebildet; sie erhielten unten eine Breite von 6 Metern und oben von 3 Metern, bei senkrechten Innenwänden auf der jeweiligen Dockinnenseite. Die Seitenwände sollten vor Ort abschnittsweise mit Hilfe von eisernen Betonschalungen aus Stahlbeton hergestellt werden.
Für den Bau des Docks wurde eine Großbaustelle eingerichtet. Unter anderem wurden Gleisanlagen von 600 und 900 mm Spurweite mit Anschluss an die eigene Werfteisenbahn verlegt, die zum Abtransport des Erdaushubs und zum Antransport der Baustoffe dienen sollte. Die Bauaufsicht für den Dock-Neubau lag bei der Kriegsmarine, mit der Planung und Ausführung der Bauarbeiten wurden das Ingenieurbüro Agatz und Bock sowie die Firmen Hermann Möller, Rheinische Hoch- und Tiefbaugesellschaft und Stehmeyer & Bischoff beauftragt.
Die Baugrube wurde mit Hilfe von Eimerkettenbaggern und dampfbetriebenen Löffelbaggern ausgehoben, während die Formgebung der Fundamentsohle umfangreiche Schachtarbeiten von Hand erforderte. Zur Weser hin war das Baudock während der Bauzeit noch geschlossen. Das in der Baugrube sich ansammelnde Grundwasser musste ständig abgepumpt werden. Insgesamt wurden etwa 621.000 Kubikmeter Erdmaterial abtransportiert. Nach dem Betonieren der 4 Meter dicken Stahlbetonsohle wurden darauf die Seitenwände mit Hilfe von Schalungswänden aus Stahl der Firma Luchterhand abschnittsweise aus Stahlbeton errichtet. Außerdem wurden hinter den Hauptwänden Einzelfundamente aus Beton hergestellt, die vermutlich für eine spätere Krananlage vorgesehen waren.
Ende 1942 war das Baudock zu etwa 95 Prozent fertiggestellt, als der Bau aufgrund der Entwicklung des Seekriegs gestoppt wurde.

### Umbau zu einer U-Boot-Sektionswerft
Die deutsche Kriegsmarine setzte vor allem auf ihre U-Boot-Waffe und erzielte damit im Atlantik- und U-Boot-Krieg von 1939 bis 1942 Erfolge, insbesondere gegen Geleitzüge. Nachdem es den britischen Dechiffrierspezialisten in Bletchley Park Ende 1942 gelungen war, den Code der deutschen Verschlüsselungsmaschine Enigma zu brechen, konnten sie ab 1943 ihre zunehmende Luftüberlegenheit und ihre Geleitkräfte in vollem Maße nutzen. Sie versenkten fortan zahlreiche deutsche U-Boote, alleine im Monat Mai 1943 waren es 43 Boote, woraufhin die Kriegsmarine den U-Boot-Krieg vorübergehend einstellte. Die Schlacht im Atlantik hatte sich somit endgültig gewendet.
Nachdem gleichzeitig die Luftangriffe auf deutsche Werften zunahmen und die Produktion von U-Booten dadurch stark eingeschränkt wurde, wurden bombensichere Werften in Form von Bunkern geplant. Eine meterdicke Zerschellschicht sollte dafür sorgen, dass die Produktion ungestört weitergehen konnte.

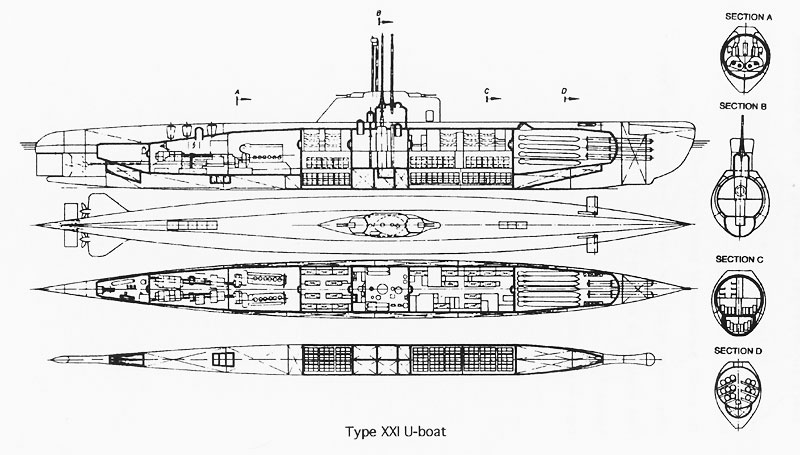
Konstruktionszeichnung des U-Boot-Typs XXI

Da die bislang eingesetzten U-Boote eigentlich nur Tauchboote waren und nicht längere Zeit unter Wasser bleiben konnten, ließ das Oberkommando der Marine einen neuartigen U-Boot-Typ entwickeln, der mit hoher Geschwindigkeit lange getaucht fahren konnte. Diese U-Boote des Typs XXI waren mit leistungsfähigen Akkumulatoren und Elektromotoren ausgestattet. Sie waren noch erheblich größer als die hochseetauglichen Boote des Typs IX und konnten mit Schnorchel ihre Dieselgeneratoren zum Aufladen der Akkumulatoren betreiben. Der Bau der U-Boote vom Typ XXI sollte in der von amerikanischen Werften bekannten Sektionsbauweise fließbandartig erfolgen. Ende 1942 gab der NS-Rüstungsminister Albert Speer den Bau für eine der größten Bunkerwerften in Bremen-Farge in Auftrag. Der Standort war wegen der infrastrukturell günstigen Anbindung an die Weser, vorhandenen Zwangsarbeitern sowie der hohen Fertigungskapazitäten der Bremer Großwerften ausgewählt worden.
In dem U-Boot-Bunker in Rekum mit dem Tarnnamen „Valentin“ sollte die Endmontage erfolgen. Die Sektionen sollten unter anderem im Bunker „Wespe“ in Wilhelmshaven hergestellt und dann per Schiff zum „Bunker Valentin“ zur Endmontage gebracht werden. Außerdem sollte die AG Weser auf ihrem Werftgelände im Bremer Hafen in einem U-Boot-Bunker ebenfalls U-Boot-Sektionen herstellen und per Schiff nach Farge bringen. Mitte 1943 wurde für die AG Weser zunächst der U-Boot-Sektionsbunker „Weser I“ geplant, wofür das Becken von Hafen F der Industriehäfen mit einem Bunker von rund 160 × 110 Meter überbaut werden sollte. Die Anlage sollte anfangs über sechs, später über vier geschützte Liegeplätze verfügen. In einem zweiten Bauabschnitt sollten Trockenbauplätze mit 8 bzw. 16 Helgen für die geschützte Fertigung eingerichtet werden.
In Abstimmung mit der Organisation Todt und der Marinebaudirektion entschied man sich dann aber Mitte 1944, das noch nicht völlig fertiggestellte Baudock der AG Weser mit einer Schutzüberdeckung zu versehen sowie zu einer Bunkeranlage umzubauen. Letztlich sollte dabei ein 3-Stufen-Bunker geschaffen werden, in dem nicht nur die Fertigung von U-Boot-Sektionen, sondern auch die Instandsetzung von im Einsatz beschädigten U-Booten erfolgen sollte. Das Bunkerprojekt „Weser I“ wurde dann in „Hornisse“ umbenannt.
Die Tarnbezeichnungen richteten sich nach den Anfangsbuchstaben der Standorte: „Valentin“ kam von Vegesack, dem Standort der Vulkan-Werft. Der U-Boot-Bunker „Wespe“ stand in Wilhelmshaven und der Bunker „Hornisse“ in den Bremer Häfen. In Hamburg-Finkenwerder hieß der U-Boot-Bunker „Fink II“, und in Kiel gab es den U-Boot-Bunker „Kilian“.

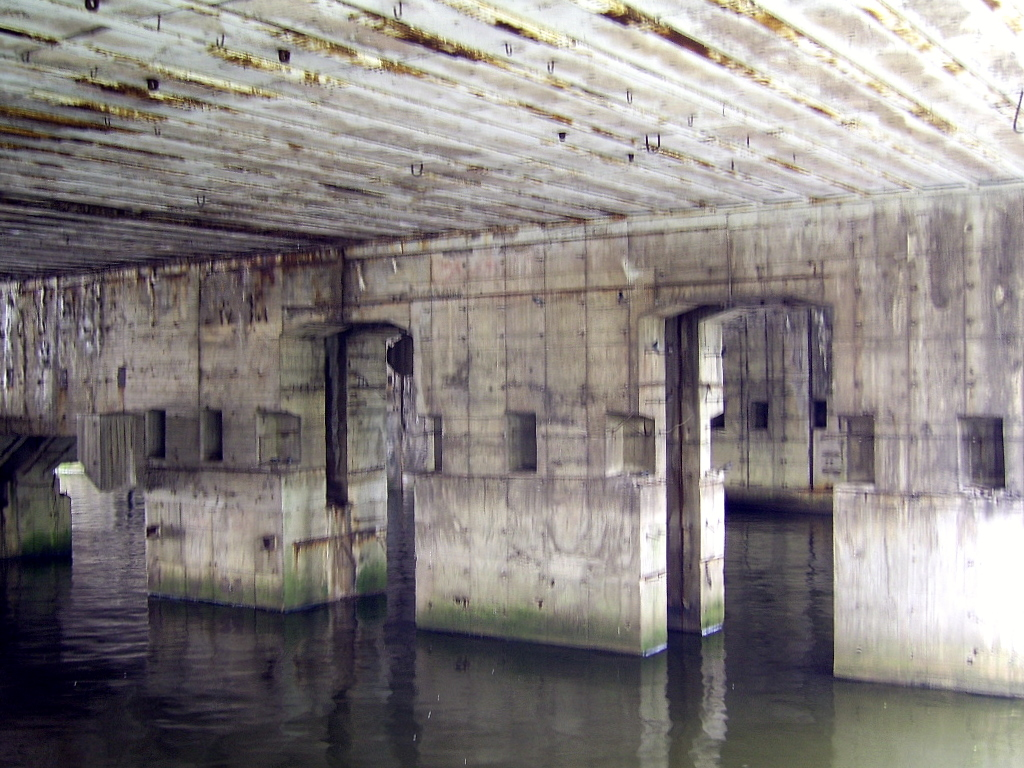
Innenraum des teilfertigen U-Boot-Bunkers (Zustand 2006)

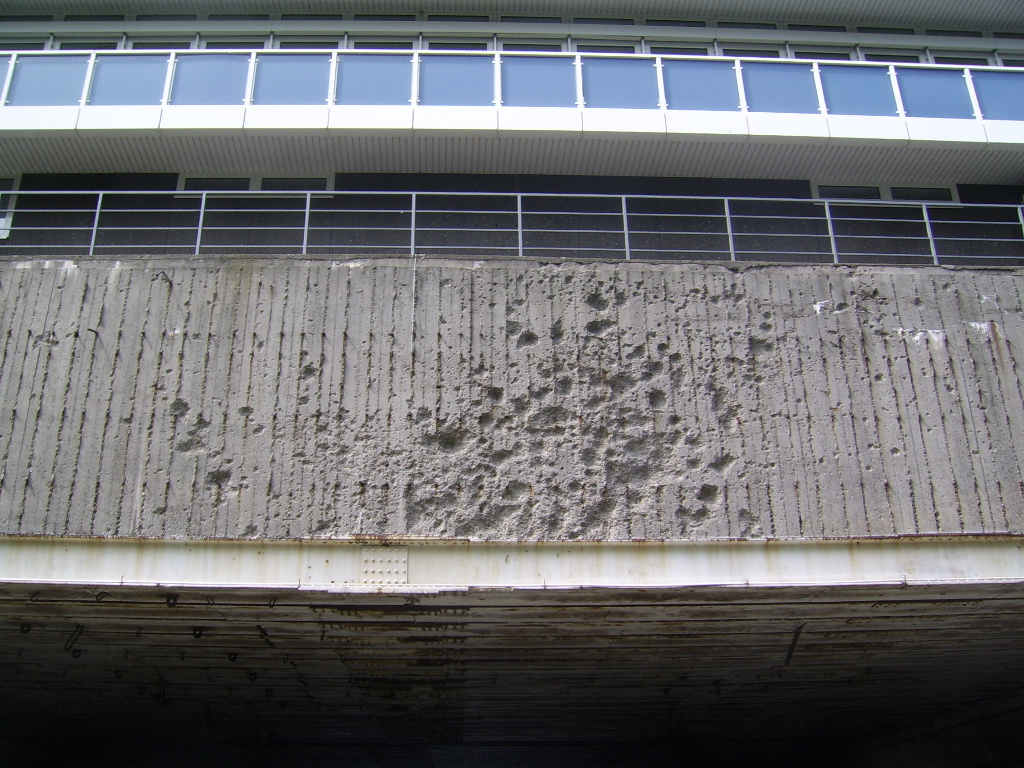
Spuren des Bombenangriffs vom März 1945 am Bunker (2006)

Der U-Boot-Sektionsbunker „Hornisse“ sollte mit einer Länge von 370 Metern und einer Breite von 65 Metern aus 4 Teilen bestehen. Im ersten Teil sollte eine zweigeschossige Werkstatt entstehen, während im zweiten Teil die Produktion der U-Boot-Sektionen „3, 5 und 6“ der Bootsklasse XXI erfolgen sollte. Im dritten Teil sollte die Reparaturhalle untergebracht werden, und im vierten Teil war ein Nassdock geplant mit einer Schleusenabtrennung zur Ausfahrt in die Weser. Für die Herstellung der Bunkerdecke wurde es aus statischen Gründen erforderlich, eine zusätzliche Mittelwand längs im Bunker herzustellen, um die in einer Deckenstärke von 4,5 Metern geplante Schutzüberdeckung aus Stahlbeton abzustützen. Der Bunker wurde mit zwei Kammern ausgebildet, die durch Öffnungen in der Mittelwand miteinander verbunden wurden.
Mit den Bauarbeiten wurde im Frühjahr 1944 begonnen. Als Fundamente für die Mittelwand wurden Druckluft-Senkkästen mit Beton ausgefüllt, auf denen dann der Bau der Mittelwand erfolgte. Auf die Seiten- und Mittelwand wurden jeweils 3 Meter hohe Spannbetonträger gesetzt und stückweise mit Beton ausgegossen. Zwischen den Spannbetonträgern wurden längs Stahlträger eingebaut, auf denen eine Stahlbetondecke mit einer Dicke von 1,5 Meter aufbetoniert wurde, so dass eine Gesamtstärke von 4,5 Metern entstand.
Am 30. März 1945 wurde das Hafengebiet im Bremer Westen Ziel eines der letzten schweren Luftangriffe auf Bremen. Durch die Bombeneinschläge wurden zahlreiche U-Boote vom Typ XXI auf den Helgen beschädigt und neun von ihnen gingen im Werfthafen der AG Weser unter. Mehrere Bomben detonierten auf der Bunkerdecke des U-Boot-Sektionsbunkers „Hornisse“ und beschädigten sie schwer. Eine Fliegerbombe schlug an der Ecke der Südwand ein riesiges Stück aus der Bunkerdecke.
Am 6. April 1945 wurden die Bauarbeiten am U-Boot-Sektionsbunker „Hornisse“ aufgegeben. Der Bunkerkomplex war zu diesem Zeitpunkt zu etwa einem Viertel fertiggestellt. Am 11. April 1945 drangen Verbände der britischen Army in Bremen ein und besetzten dabei auch alle Werften und Bunkeranlagen.

### Einsatz von Zwangsarbeitern

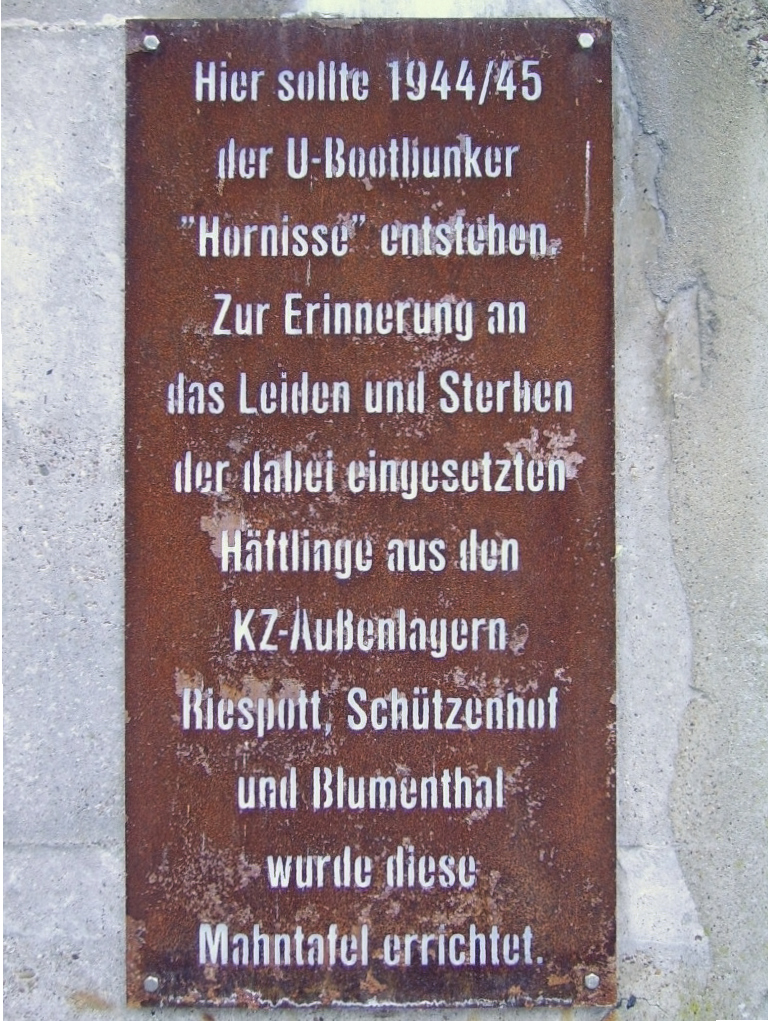
Gedenktafel am Bunker

Wie im gesamten Deutschen Reich, fanden während der NS-Zeit auch in Bremen Verfolgung, Zwang und Unterdrückung statt. Unter anderem gab es zwischen 1939 und 1945 in Bremen mehrere Konzentrations- und Arbeitslager, deren Insassen Zwangsarbeit leisten mussten, wie zum Beispiel auf Bootswerften in Grambke, auf dem Verschiebebahnhof der Reichsbahn, bei der Weser-Flugzeugbau, der AG-Weser-Werft und in anderen Hafenbetrieben. Alle Lager waren Außenlager des KZ Neuengamme.
Bei den Bauarbeiten für das Baudock und dem späteren Umbau zum U-Boot-Bunker „Hornisse“ wurden ebenfalls Zwangsarbeiter eingesetzt. Sie wurden aus verschiedenen Konzentrations- und Arbeitslagern in Bremen herbeigeschafft, vor allem aus den Lagern Neuenland, Osterort, Riespott und Schützenhof.
So wurden alleine auf der Bunker-Baustelle etwa 1.200 Zwangsarbeiter, Kriegsgefangene und KZ-Häftlinge zwangsweise zur Arbeit verpflichtet. Wie bei allen KZ- und Arbeitslager-Insassen waren ihre Lebens- und Arbeitsbedingungen sehr schlecht und meist unmenschlich. Durch Erschöpfung, Hunger, Kälte und Seuchen kamen hunderte von ihnen ums Leben.
Eine Gedenktafel am Bunker erinnert heute an das Leiden der KZ-Häftlinge.

### Nachkriegszeit
Während die Briten die anderen norddeutschen U-Boot-Bunker in Hamburg, Kiel und auf Helgoland im Rahmen der Demilitarisierung sprengten, wurde dies von den für Bremen zuständigen US-Amerikanern unterlassen. Bald nach Kriegsende kam das Bunkergelände wieder in den Besitz der Stadt Bremen. Das Bremer Hafenbauamt wollte den Bunker beseitigen, aber die Kosten dafür waren zu hoch. Stattdessen entstand die Planung, das Baudock, das ja zu drei Vierteln noch nicht überdeckt war, zu einem kleinen Hafenbecken umzubauen.
Diese Pläne wurden in den 1950er Jahren nur zum Teil verwirklicht; unter anderem wurde die Verbindung zur Weser geschaffen und die Mittelwand des Bunkers zu zwei Drittel ihrer Länge (im weserseitigen, nicht überdeckten Bereich) abgerissen. Die Seitenwände des Baudocks wurden im nicht überdeckten Bereich gekürzt, um sie auf das Höhenniveau der neuen Kaianlagen zu bringen. An den umliegenden, neu hergestellten Kaimauern sowie an den früheren Dockwänden wurden teilweise Liegeplätze für Schiffe eingerichtet.
Heute ist der kleine Kap-Horn-Hafen wirtschaftlich unbedeutend. Zwischen 1960 und 1974 befand sich an der Kap-Horn-Straße am Gelände des Hornisse-Bunkers Europas größter Umschlagplatz für Automobile. Von hier aus wurden täglich bis zu 5.000 Kraftfahrzeuge nach Übersee verschifft.

## Teilbebauung mit einem Bürogebäude
In den Jahren 1968 und 1969 errichtete das Logistikunternehmen Lexzau, Scharbau an der Ostseite des Bunkers auf einem Teilbereich der dort vorhandenen Überdeckung ein größeres Bürogebäude. Es wurde von dem Unternehmen 1969 bezogen und dient seither als Firmenzentrale des inzwischen weitverzweigten Logistikdienstleisters.
Die Tragfähigkeit des massiven Bunkerbauwerks war ausreichend für die Überbauung. An der Nordwand des Bunkers wurde eine Auffahrrampe aufgeschüttet und auf der nicht überbauten Überdeckung des Bunkers wurden Parkplätze für die Beschäftigten des Unternehmens hergerichtet. Die Planung für das Bürogebäude erstellte der Bremer Architekt Gerhard Müller-Menckens.